# Lepidagathis clarkei
Lepidagathis clarkei är en akantusväxtart som beskrevs av Merrill. Lepidagathis clarkei ingår i släktet Lepidagathis och familjen akantusväxter. Inga underarter finns listade i Catalogue of Life.